# Лбида, Абубакр
Абубакр Седдик Лбида (араб. أبو بكر الصديق اللبيدة‎; род. 26 января 1980, Касабланка, Касабланка) — марокканский боксёр, представитель легчайшей и полулёгкой весовых категорий. Выступал за национальную сборную Марокко по боксу в 2004—2013 годах, бронзовый призёр Средиземноморских игр, победитель и призёр многих турниров международного значения, участник летних Олимпийских игр в Лондоне.

## Биография
Абубакр Лбида родился 26 января 1980 года в Касабланке, Марокко.
Впервые заявил о себе в боксе в 2004 году, когда стал чемпионом Марокко в зачёте полулёгкой весовой категории, вошёл в состав марокканской национальной сборной и выиграл серебряную медаль на домашнем международном турнире «Мухаммед VI Трофи» в Рабате, где в решающем финальном поединке уступил французу Кедафи Джелькиру.
В 2005 году стал серебряным призёром чемпионата Африки в Касабланке, взял бронзу на Средиземноморских играх в Альмерии, выступил на международном турнире «Таммер» в Тампере, на Играх франкофонов в Ниамее и на чемпионате мира в Мяньяне, где уже в 1/16 финала полулёгкого веса был остановлен турком Якупом Кылычем.
В 2006 году боксировал на чемпионате мира среди военнослужащих CISM в Варендорфе, выиграл домашний международный турнир «Мухаммед VI Трофи» в городе Фес.
В 2007 году выиграл бронзовые медали на арабском чемпионате в Арьяне и на арабском военном чемпионате в Алжире.
В 2009 году дошёл до четвертьфинала на Средиземноморских играх в Пескаре, получил бронзу на африканском первенстве в Вакоа.
В 2010 году победил на «Мухаммед VI Трофи» в Марракеше, стал бронзовым призёром на международном турнире «Золотые перчатки» в Белграде, добился успеха на Африканском кубке наций в Алжире.
В 2011 году выступил на Мемориале Иштвана Бочкаи в Дебрецене, был лучшим на Панарабских играх в Дохе, вторым на арабском чемпионате в Дохе, остановился в четвертьфинале на Всемирных военных играх в Рио-де-Жанейро, тогда как на мировом первенстве в Баку в 1/16 финала легчайшего веса был побеждён представителем Молдавии Вячеславом Гожаном.
В 2012 году дошёл до четвертьфинала на Мемориале Иштвана Бочкаи в Дебрецене и на Кубке химии в Галле. На Африканском олимпийском квалификационном турнире в Касабланке победил всех соперников по турнирной сетке и тем самым удостоился права защищать честь страны на летних Олимпийских играх в Лондоне. На Играх, однако, уже в стартовом поединке категории до 56 кг в достаточно близком противостоянии по очкам потерпел поражение от австралийца Ибрагима Балла и сразу же выбыл из борьбы за медали.
После лондонской Олимпиады Лбида ещё в течение некоторого времени оставался в составе боксёрской команды Марокко и продолжал принимать участие в крупнейших международных турнирах. Так, в 2013 году он побывал на Средиземноморских играх в Мерсине, где на стадии четвертьфиналов легчайшего веса единогласным решением судей проиграл алжирцу Реда Бенбазизу.